# Noética
La noética es la rama de la filosofía que estudia el pensamiento, especialmente el objetivo e inteligible. Se usa habitualmente en relación con Aristóteles, cuya «noética» sería su doctrina de la inteligencia (del intelecto, del entendimiento). En nuestro lenguaje contemporáneo puede entenderse también como algo similar a «mente intuitiva» o «conocimiento interior».
La noética es una disciplina que investiga la naturaleza de la conciencia, empleando para ello múltiples métodos de conocimiento, incluyendo la intuición, el sentimiento, la razón y los sentidos. Por consiguiente, la noética explora el mundo interior de la mente (la conciencia, el alma, el espíritu) y cómo se relaciona con el universo físico.
La han desarrollado autores como Jan Mukařovský referido a la teoría del arte. 

## Etimología
La palabra proviene del verbo griego noéō (infinitivo, noeîn; el sustantivo sería noûs), que significa "ver discerniendo", de donde se deriva "pensar". Entre los filósofos griegos, era frecuente utilizar el verbo con un significado próximo a "intuir", en el sentido de ver inteligible o ver pensante: aquello objeto de noeîn es aprendido directa e infaliblemente tal cual es.

## Ficción
Dan Brown, autor del best seller "El código Da Vinci", presenta el término con frecuencia en su novela "El símbolo perdido", donde la hermana de uno de los protagonistas, Katherine Solomon, se dedica al estudio y experimentación de la noética en el Instituto de Ciencias Noéticas.
En la serie china de ficción Dream Raider (獵夢特工, Liè mèng tègōng), la protagonista Cheng manifiesta su desinterés por la ciencia, manifestándose a favor de los estudios noéticos.
- Datos: Q3125341